# Patrick Bailly-Maître-Grand
Patrick Bailly-Maître-Grand est un plasticien et photographe français, né le 1er février 1945 à Paris.

## Biographie
Né le 1er février 1945, Patrick Bailly-Maitre-Grand est diplômé de sciences physiques. Il se consacre en 1970 à la peinture puis à partir de 1982 à la photographie. Il vit à Strasbourg.
En 2012, il fait une donation au Musée d'Art moderne et contemporain de Strasbourg.

## Quelques œuvres
- Optica Naturalis, différentes installations basées sur l'optique : Au Centre Georges Pompidou en 1989, au Musée de Strasbourg en 1990, au Musée des Sciences et des Techniques en 1992, au Lac de Constance en 2001, au Musée Carnavalet en 2000, et d'autres œuvres installées chez des particuliers où, avec de simples aquariums emplis d’eau et positionnés devant un trou donnant sur l’extérieur, il crée un petit paysage vivant, coloré et inversé apparaît[3].
- Bonbonnes Band, 1994. Ici, il utilise une bonbonne de verre emplie d’eau. Puis il photographie deux points de vue à travers cette bonbonne, qu'il colle ensuite l’un à l’autre[4].
- Les Gemelles, 1997. Dans cette œuvre, il réalise 7 paires de monotypes directs négatifs et positifs de vieux miroirs[5].
- Longue vanité, 1998. Ici un crâne passe du positif au négatif, du jour à la nuit, via l'artifice technique de la solarisation progressive. L’artiste parle d’un temps, un temps long[6].
- Arts et Métiers, 1999. L’artiste, en visitant les réserves du Musée des arts et métiers de Paris, a réalisé des [rayogramme] (photogrammes) d'objets de la collection du musée, pour enregistrer l’"aura" de leur structure cristalline[7].
- Œil de Mouche, 2000. Cette installation est faite de boules transparentes remplies d’eau pour un projet pour le musée Carnavalet. Un ensemble de telles boules, formant lentilles, rappelle l’œil à facettes d’une mouche et l’invention étonnante de la photo intégrale de Gabriel Lippman en 1908. Chaque sphère apporte sa propre image du paysage extérieur. Les boules de verre élargissent le champ de vision et transmettent une perspective qui prend à chaque fois un volume abstrait.
- Les Comas, 2001. Dans Les Comas, l’artiste photographie des visages comme en extase avec l'artifice d'une bille d'acier posée sur l'œil de ses modèles allongés. Les visages semblent entre coma et introspection[8].
- Les Morphées, 2005. Des daguerréotypes de masques de cire blancs sur fond blanc permettent à l’artiste de jouer avec la surexposition, la disparition[9].
- Les Gouttes de Niepce, 2006. Une lentille de verre redessine tout un paysage extérieur sur un plan. Cet effet est lié à la composition de la lentille qui est réalisée en gélatine alimentaire. L’artiste photographie à travers cette lentille puis, il re-photographie le vrai paysage. Enfin, il fait un montage, un collage des deux images superposées[10].
- Caïn et Abel, 2007. Fortement éclairé par l’arrière, le visage d'une figurine en plexiglas laisse apparaître un masque primitif aux yeux éteints. Un autre spot dirigé vers l’avant éclaire ensuite ses yeux en plastique dans une expression de terreur. Caïn et Abel est une bascule ON/OFF entre la vie et la mort[11].

## Expositions et collections
Patrick Bailly-Maître-Grand a exposé dans le monde entier et ses œuvres sont dans les collections de musées prestigieux tels que le MoMa de New York, le centre Pompidou de Paris, la Bibliothèque nationale de France, le Fonds national d'art contemporain, le Victoria Museum de Melbourne, le Sainsbury Center de Norwich (GB), le musée d'art moderne et contemporain de Strasbourg, le Museet for Fotokunst d'Odense, etc.
- 1984 : 
  - « Daguerréotypes contemporains », musée Nicéphore-Niépce, Chalon-sur-Saône
  - « Patrick Bailly-Maitre-Grand », centre Georges Pompidou, MNAM, Paris
- 1986 : Centre culturel français, Berlin
- 1988 : « Formol’s Band », galerie Michèle Chomette, Paris
- 1991 : « Les Digiphales », galerie Michèle Chomette, Paris
- 1992 : « Optica Naturalis IV », Cité des sciences et de l'industrie, La Villette, Paris
- 1994 : « Digiphales », centre culturel français, Turin
- 1997 : « Poussières d’eau », Blue Gallery, Londres
- 1999 : « Les croix », cathédrale de Norwich, Grande-Bretagne
- 2000 : Musée d'art moderne et contemporain de Strasbourg
- 2001 : Galerie Baudoin Lebon, Paris
- 2004 : « St’art », galerie Schweitzer
- 2006 : « Empreintes », Ville de Saint-Louis
- 2008 : « Quelques Passoires à Photon », CEAAC, Strasbourg
- 2014 : 
  - « Colles et chimères », Musée d'art moderne et contemporain de Strasbourg
  - « Formes simples », Centre Pompidou-Metz